# Rudolf Maus (Beamter)
Rudolf Maus (* 2. Juni 1900 in Köln; † Januar 1985) war ein deutscher Staatsbeamter.

## Leben und Wirken
Maus war der Sohn des Kaufmanns und Zeitungsverlegers Heinrich Maus (1872–1955), der nebenbei als japanischer Wahlkonsul in Köln amtierte, und seiner Ehefrau Röschen, geborene Baye. Politisch unterhielt seine Familie enge Beziehungen zur rheinischen Zentrumspartei, deren führendes Organ, die Kölnische Volkszeitung, der Vater herausgab.
Nach dem Besuch des Gymnasiums Kreuzgasse in Köln, wo er am 10. Juni 1918 das Abitur ablegte, wurde Maus zur Preußischen Armee einberufen, der er vom 3. April bis zum 16. November 1918, also in der Spätphase des Ersten Weltkrieges, angehörte. Anschließend studierte er von 1919 bis 1922 Rechtswissenschaften in Bonn, Freiburg und Köln. Er war Mitglied der katholischen Studentenverbindungen KStV Bavaria Freiburg im Breisgau und KStV Rheinpfalz Köln im KV. Am 28. März 1922 wurde Maus in den Preußischen Justiz- und am 29. September 1922 in den Preußischen Verwaltungsdienst aufgenommen: Wenige Monate nach dem Bestehen des Assessorexamens am 25. April 1924 wurde er am 1. September 1925 zu Sprachstudien und zur Fortbildung im Verlags- und Pressewesen beurlaubt. Im Januar 1926 wurde Maus Hilfskorrespondent der Kölnischen Volkszeitung in Paris.
Nach dem Ende seiner Beurlaubung erhielt Maus 1927 eine Stellung als Beamter bei der Regierung in Arnsberg. Am 2. Juli desselben Jahres wurde er als Referent in die Vereinigte Presseabteilung der Reichsregierung und des Auswärtigen Amtes in Berlin berufen. Seinen Dienst dort trat er am 19. Juli 1927 an. Innerhalb der Presseabteilung war Maus in den folgenden knapp sechs Jahren im Referat J (Innere und Auswärtige Politik) mit Bezug auf die Presse im Inland tätig. Am 11. August 1929 wurde Maus dort zum preußischen Regierungsrat ernannt. Sein Kollege Werner Stephan beschrieb ihn für diese Zeit als „wohlerzogenen jungen Mann, frisch und begabt“.
Wenige Wochen nach der nationalsozialistischen Machtergreifung kehrte Maus im Zuge des allgemeinen Revirements in der Presseabteilung bzw. der Eingliederung derselben in das neugeschaffene Propagandaministerium in den preußischen Verwaltungsdienst zurück: Von 1933 bis 1938 war er bei der Regierung in Stade tätig.
1947 wurde Maus, der in der Nachkriegszeit politisch der Christlich Demokratischen Union (CDU) angehörte, als Oberregierungsrat in die nordrheinwestfälische Staatskanzlei in Düsseldorf berufen. Von 1947 bis 1948 war er persönlicher Referent des  Nordrhein-Westfälischen Ministerpräsidenten Karl Arnold. 1948 erfolgte seine Versetzung ins Innenministerium des Landes, wo er unter Ernennung zum Ministerialrat in der Personalabteilung tätig war. Ab 1952 war er als Abteilungsleiter II bis zu seiner Pensionierung im Jahr 1965–1951 zum Ministerialdirigenten befördert – mit der Leitung der Abteilung Öffentlicher Dienst betraut.

### Nachruf
Der langjährige nordrheinwestfälische Ministerpräsident Franz Meyers beschrieb Maus in seinen Memoiren als „Mann von großer persönlicher Vornehmheit und Loyalität, hoher Pflichtauffassung und außergewöhnlichem Fleiß“, der zwar „kein Mann des großen Wurfes“, aber „ein Freund solider Kleinarbeit und ein außerordentlich liebenswürdiger und sympathischer Mensch“ gewesen sei.